# Мартин Паскалев
Мартин Красиміров Паскалев (болг. Мартин Красимиров Паскалев, нар. 25 грудня 2001, Свиленград, Болгарія) — болгарський футболіст, центральний захисник боснійського клубу «Сараєво».

## Ігрова кар'єра

### Клубна
Мартин Паскалев починав грати у футбол у своєму рідному місті Свиленград. Пізніше він пройшов через молодіжні команди болгарських клубів ЦСКА (Софія) та «Локомотив» (Пловдив).
Саме в складі «Локомотива» Паскалев і дебютував на професійному рівні - 19 квітня 2019 року в чемпіонаті країни проти «Дунав». Сезон 2020/21 футболіст провів в оренді в клубі «Спартак» (Варна).
В лютому 2025 року Паскалев перейшов до боснійського клубу «Сараєво», з яким у травні того ж року виграв національний Кубок Боснії і Герцеговини.

## Титули
Локомотив (Пловдив)
 Переможець Кубка Болгарії: 2018/19
Сараєво
 Переможець Кубка Боснії і Герцеговини: 2024/25